# Dorieus
Dorieus è una nave traghetto appartenente alla classe Superflex 2000. 

## Caratteristiche
Come le altre unità della classe, il Dorieus è un traghetto bidirezionale, dotato di prua e poppa simmetriche. Una delle caratteristiche salienti del progetto è la mancanza di una vera e propria sala macchine: sia quest'unità che le gemelle sono infatti dotate di dieci generatori Diesel posizionati in locali insonorizzati sul ponte principale, che forniscono potenza a quattro propulsori azimutali e la potenza elettrica per i servizi di bordo. 

## Storia operativa
Costruita alla fine degli anni '80 in Inghilterra, fa parte di una classe di quindici gemelle. Dopo il varo rimase disarmata a Copenaghen fino al giugno 1992, quando fu noleggiata ad una compagnia danese e messa in servizio tra Skagen e Marstrand (Svezia). Dopo un altro breve noleggio ed un altro lungo periodo di disarmo, la nave fu venduta nel dicembre 1994 alla compagnia di navigazione spagnola ISNASA. Fu impiegata nei collegamenti con il Marocco con il nome di Antonio Machado fino al 1998, quando fu disarmata ad Algeciras in seguito al fallimento della compagnia.
Dopo ben cinque anni di disarmo, la nave fu acquistata insieme alla gemella Budelli dalla genovese EneRmaR e ribattezzata Razzoli, per essere utilizzata sulla rotta Palau-La Maddalena. Sottoposta a lavori di ristrutturazione per sostituire i dieci motori Cummins con quattro Iveco, nell'estate 2004 fu noleggiata alla N.G.I. per collegamenti tra la Sicilia e le isole Eolie. A settembre 2005, la Razzoli e la gemella Budelli furono vendute a Bluvia in cambio delle unità Agata e Pace e messe in servizio insieme alla Budelli per collegare Villa San Giovanni col porto di Messina e Tremestieri. Tuttavia, le due navi si rivelarono inadatte a questa rotta a causa della scarsa manovrabilità e si resero protagoniste di diverse avarie e incidenti.
A marzo 2008 la nave fu sottoposta a dei leggeri lavori di ristrutturazione, che comportarono la sostituzione dei portelloni di accesso al garage principale e fu rinominata Reggio, nome già appartenuto ad altre storiche unità della flotta delle Ferrovie dello Stato. Messa in vendita nel settembre 2011, dopo una carriera deludente sullo stretto, viene acquistata dalla Corfù Superflex II Ltd, società avente sede nelle isole Marshall. Ribattezzata Dorieus e immatricolata nel compartimento cipriota di Limassol, il 6 aprile 2012 parte alla volta dei cantieri greci di Perama a rimorchio dell'Agios Nekatarios. Medesimo destino subisce la gemella Mongibello, ex Budelli, acquistata dalla stessa società e ridenominata Ionas. Passata sotto bandiera greca, la nave rientra in servizio sulla tratta Corfù-Igoumenitsa per la compagnia greca 2wayferries nel mese di agosto 2012. Nel 2014, con il nome Olympiada, ha operato tra Kerč' e Kavkaz, in Crimea, fino al 2019, anno in cui è ritornata al proprietario, che ne ripristinò nome (Dorieus) e bandiera (Grecia).

## Navi gemelle
- Nikolaos (già Superflex Alfa)
- Mercandia VIII (già Superflex Bravo)
- Besparmak (già Superflex Charlie)
- Gitte 3 (demolita nel 2010, già Superflex Delta)
- Superflex Trader (già Superflex Echo)
- Pantokrator (già Superflex Foxtrot)
- Ionas (già Superflex Golf)
- Rosmala (già Superflex India)
- Victorious-5 (già Superflex Juliet)
- Ersai 4 (già Superflex Kilo)
- Baia del Espiritu Santo (già Superflex Lima)
- Labitra Karina (già Superflex Mike)
- Mercandia IV (già Superflex November)
- Laut Teduh 2 (demolita nel 2012, già Superflex Whiskey)